# Célula germinal (humana)
Este artículo habla de las células germinales humanas. Para generalidades, consultar Línea germinal
Al contrario de las células somáticas que se dividen por mitosis originando la mayor parte de las células del organismo, esta línea celular es la precursora de los gametos: óvulos y espermatozoides en los organismos que se reproducen sexualmente. Estas células contienen el material genético que se va a pasar a la siguiente generación. 
En organismos que tienen la línea germinal establecida y agrupada en grupos somáticos en el interior de la mujer, las células germinales no se originan en la gónada sino que tienen unos precursores conocidos como células germinales primordiales (CGP) que migran hacia las gónadas, dando inicio a la gametogénesis.
Las células madre pluripotenciales pueden ser la clave en la restauración de funciones tisulares y de trasplante para curar una gran variedad de enfermedades, aunque la controversia referente a la investigación con células madre presenta muchos problemas políticos y éticos, especialmente en los trabajos y tratamientos realizados con células madre embrionarias (CME) humanas.
Aunque las  células madre pluripotentes son extraídas de organismos adultos, tienen implicaciones muy positivas en medicina regenerativa. Con respecto a la línea germinal, se ha demostrado que las células pluripotentes pueden ser extraídas de las células madre espermatogónicas y de esta manera se pueden reprogramar mediante cultivación in vitro y que de esta forma se diferencien en células madre de la línea germinal de adultos multipotentes. La posibilidad de generar células madre pluripotentes autólogas de adultos podría también reducir problemas inmunológicos mediante el uso de terapia génica con estas células.

## Historia
Theodor Boveri (1862-1915) fue el primero en estudiar e investigar sobre el destino de los cromosomas en un organismo durante su desarrollo. El modelo que utilizó fue el gusano redondo Parascaris aequorum, y se dio cuenta de que una de las dos blastómeras, la vegetal, daba origen a las células germinales, mientras en la animal se originaban las células somáticas. También se dio cuenta de que los cromosomas en las células que dan origen a las células germinales se mantienen intactos, mientras que los otros presentan reducción cromosómica dando origen a las células somáticas.

## Determinación de células germinales
Mamíferos: no hay plasma germinal evidente, sino que las células germinales son inducidas en el embrión, formándose en la región posterior del epiblasto, línea primitiva y alantoides. A partir del día seis de desarrollo embrionario, hay dos factores; BMP4 y BMP8b que le dan al endodermo extraembrionario (en concreto al endodermo del saco vitelino) la capacidad de producir las células germinales.
Nematodos: la célula precursora de la línea germinal es la blastómera P4. Los gránulos P que entran en la célula son muy importantes ya que le permiten a la célula convertirse en germinal.
Insectos: se forman células polares en la parte posterior del blastodermo en formación. Luego de la novena división nuclear se rodean por el plasma polar y de gránulos polares formando así las células madre de la línea germinal.
Anfibios: la localización citoplasmática de las células germinales permitió establecer que la región vegetal de los huevos fertilizados contiene material similar al de los insectos, en particular Drosophila. De esta manera se pudo seguir la ruta del citoplasma en células presuntivas del endodermo que normalmente migrarían a la cresta genital.

### Determinación por el gen sry del cromosoma Y
El gen sry (por sus siglas en inglés Sex-determining Region of the Y chromosome) controla el desarrollo masculino en mamíferos por inducción de las células somáticas de la cresta gonadal que se convertirán en los testículos. Este gen es expresado en un pequeño grupo de células somáticas de las gónadas e influencian a estas células gonadales a convertirse en las células de Sertoli. Las células de Sertoli son responsables del desarrollo sexual masculino de diversas maneras, una de estas es la de estimular la transformación de las células primordiales en espermatozoides. En ausencia del gen sry, las células primordiales se diferencian en óvulos. Si las crestas gonadales se remueven antes de que se diferencien en ovarios o testículos, el resultado es el desarrollo de una hembra, independientemente de los cromosomas sexuales.

## Células germinativas primordiales
Durante mucho tiempo no había un conocimiento claro del origen de las células germinativas primordiales (CGPs). En discusión había dos hipótesis: una decía que se derivaban del epitelio superficial del ovario (Waldeyer, 1870) y la otra que era parte de una línea celular que se transmitía de generación en generación que se originaba en sitios fuera de la gónada (Nussbaum 1880). En 1948, Witchi demostró la presencia de CGPs en el endodermo del saco vitelino, sitio extragonadal desde donde migraban hacia los primordios gonadales. Sin embargo el origen de las CGPs no estaba claro. Posteriormente se hicieron experimentos que demostraron que existe una línea celular que posiblemente se derivan de las células del epiblasto. Las CGPs son claramente identificables por su ultraestructura: son más claras, basófilas, el núcleo es excéntrico y contiene cromatina granular muy fina con un número variable de nucléolos. Asociado con el núcleo y mitocondrias se encuentra la nuage, masas electrodensas y esféricas, parecidas a los gránulos polares ricos en ARN de los invertebrados y vertebrados no mamíferos.

## Migración
La migración consta de dos partes: una pasiva en la que las CGPs van del saco vitelino a los primordios gonadales hacia la cuarta semana, proceso que ocurre simultáneamente con la metamorfosis del embrión y la activa. La conformación del embrión se modifica lo que permite que el saco vitelino se incorpore al intestino posterior, lo que permite que las CGPs adquieran una posición intraembrionaria. En esta posición las CGPs pueden abandonar el epitelio del intestino posterior para desplazarse al mesénquima subyacente. Se le denomina pasiva debido a las características ultraestructurales de las células y por su aparente estado quiescente. 
En la migración activa las CGPs sufren modificaciones citoplasmáticas con un patrón cinergético que las hace desplazarse de manera ameboide y adquiere la capacidad de invasión tisular. Este movimiento se da gracias a la interacción de las CGPs y la matriz extracelular y la influencia de los tejidos somáticos gonadales, que aún no se tiene muy en claro su mecanismo, pero se ha demostrado que es gracias a la quimiotaxis generada por hormonas producidas por los primordios gonadales en las CGPs. Estos fenómenos ocurren cuando las CGPs alcanzan el mesénquima del mesenterio dorsal, esto les permite desplazarse hacia los pliegues gonadales.  A pesar de los estudios de este mecanismo no hay que perder de vista que también intervienen otros mecanismos, como en Drosophila donde hay repulsión de regiones específicas del intestino.

## Cambios genéticos en las células germinales
Existen muchos estudios que indican que las características genéticas que herede un individuo pueden estar relacionadas con cambios genéticos en las células germinales, lo cual puede llevar a que se produzcan enfermedades genéticas, o cambios genéticos involucrados en la evolución biológica de las especies.

### Mutaciones
Un ejemplo de mutación en la producción de gametos que es producto de un cambio genético por metilación de genes al nivel de la línea germinal se demostró en un experimento con ratones que se expusieron a polución en el aire. En este estudio se investigó el daño en el ADN, la mutación y la mutilación de los gametos masculinos expuestos a este medio propio de la contaminación tanto industrial como urbana. Se hicieron análisis de PCR y se llegó a la conclusión de que había un incremento en las mutaciones en el esperma de los ratones cuando estaban expuestos en un período de 10 semanas al aire , es decir en condiciones ambientales cotidianas. Al comparar estos análisis con los de ratones que estuvieron en presencia de un aire filtrado experimentalmente, se llegó a la conclusión de que había mutaciones que se inducían por aspectos ambientales en las células madre espermatogónicas, ya que el ADN del esperma era hipermetilado en los ratones que respiraban aire del ambiente lo cual podría llegar a ser muy grave al cambiar la composición genética de las poblaciones e incluso propiciar la enfermedad. 
Otro ejemplo de mutación en la línea germinal se presenta en cadenas doble de ADN que se quiebran, y esto implica a la línea germinal ya que hay un número de genes involucrados en la reparación de este ADN. Cuando esto ocurre, puede haber predisposición a cáncer tanto de mama como de ovario, dado que RAD51C, que es una molécula implicada en la reparación de la recombinación homóloga tiene una mutación que conlleva al fenotipo de anemia Fanconi. Lo que ocurre es que hay seis mutaciones monoalélicas patogénicas en RAD51C que le confieren mayor riesgo a producir estos dos tipos de cáncer. 
La línea germinal igualmente puede contribuir de manera directa a que las células cancerígenas muten y se vuelvan malignas, ejemplo de esto se da durante las mutaciones en la línea germinal también tienen graves implicaciones en el cáncer de Páncreas. Estudios recientes han demostrado que este tipo de cáncer está dado por mutaciones en la línea sagital.

### Elementos virales endógenos
Generalmente los virus infectan las células somáticas, pero en ocasiones puede igualmente producirse la infección de las células germinales, y en el caso de que la integración viral ocurre en una célula germinal que posteriormente pasa a convertirse en un organismo viable, la secuencia del virus puede derivar en la aparición un elemento viral endógeno dentro de la línea germinal de esa célula. Estas secuencias se han identificado en animales, plantas y hongos.

## Aplicaciones
La terapia génica en la línea germinal es una de las aplicaciones de las intervenciones, ya que como se explicó tiene implicaciones severas en enfermedades terminales como cáncer de máma, de ovarios, e incluso en cáncer de páncreas, por lo que se han hecho investigaciones sobre cómo se podría manipular genéticamente la línea germinal para extraer las células madre con el fin de beneficiar a pacientes con enfermedades severas que comprometen su vida, de ahí el surgimiento de la terapia génica con la línea germinal. Consiste en introducir genes nuevos , que sean biológicamente funcionales, a células germinales (de óvulo o espermatozoide) en un estadio anterior a la fecundación. De esta manera el embrión formado a partir de una célula modificada genéticamente podrá transmitir sus características a las generaciones futuras. [cita requerida]

## Conflictos éticos
Los estudios sobre ética han rechazado desde el inicio de investigaciones con líneas germinales humanas, y su manipulación; sin embargo, hay países donde la ley no es tan radical con respecto a la terapia génica con línea germinal. En Francia y Alemania se prohibía completamente, sin embargo en Suecia se decretó que cualquier propuesta de terapia en línea germinal debía someterse a examen ético. En Estados Unidos se está estableciendo la posibilidad de esta terapia en el futuro, mientras que en el Reino Unido se desautorizó cualquier manipulación genética en línea germinal.Sin embargo, a medida que ha avanzado la investigación con respecto a la terapia génica en línea germinal, se han comenzado a desarrollar líneas germinales in vitro, lo que le ha permitido a grupos de científicos trabajar más tranquilamente en este tema. El fundamento ético reconoce la decisión como unilateral a la vez que no respeta el derecho de toda persona a disponer de una herencia genética no intervenida. [cita requerida]